# 波治加麻神社
波治加麻神社（はじかまじんじゃ）は、東京都大島町（伊豆大島）にある神社。
式内社である波治神社（はちじんじゃ）に比定されている。

## 祭神
- 波治命（はじのみこと） - 事代主神（三島大明神）と后の一人・波布比咩命（はぶひめのみこと、羽分(はぶ)の大后、波布比咩命神社の祭神）との間の次子。兄は阿治古命（あじこのみこと、大宮神社の祭神）。

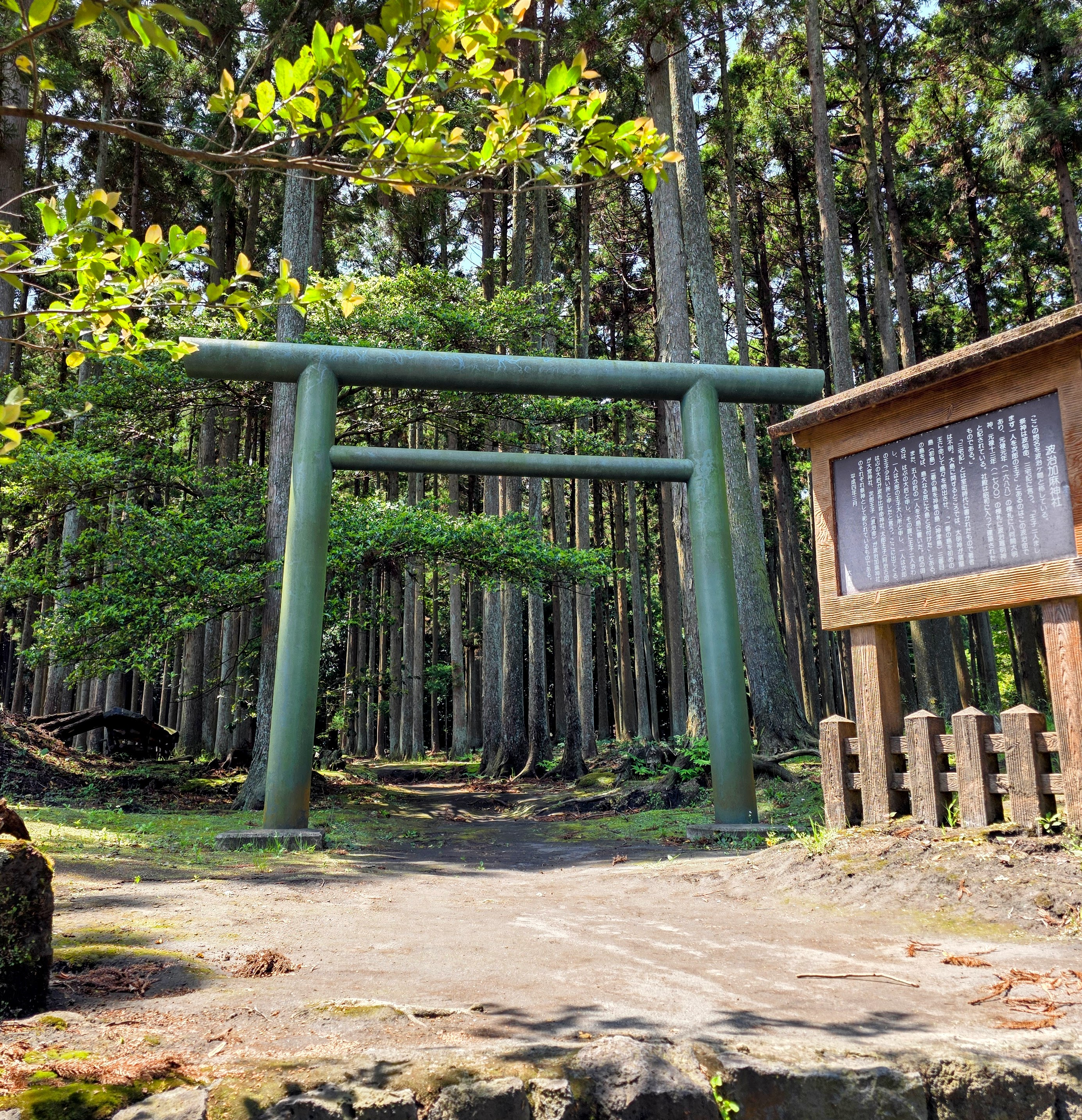
鳥居